# Tuchinha
Francisco Paulo Testas Monteiro, mais conhecido como Tuchinha ou, no meio artístico, como Francisco do Pagode foi um traficante de drogas e compositor de samba-enredo brasileiro.
Era irmão do também traficante Polegar.

## Biografia
Em 1983, tornou-se traficante, e com o tempo, virou o chefe do tráfico no Morro da Mangueira, aonde  foi criado.
Foi preso na Cidade de Niterói, no ano de 1988, por policiais civis da 17ª Delegacia Policial, São Cristóvão, comandados pelo detetive de polícia José Carlos Pereira  Guimarães.
Após passar  17 anos presou, ganhou a liberdade, tornando-se compositor de sambas. Para o Carnaval de 2007, venceu a eliminatória da Porto da Pedra, em parceria com David Souza, Fábio Costa, William e Wagner, e assinando o samba apenas como Francisco. Naquele ano, a escola homenageou o ex-presidente sul-africano Nelson Mandela, e o samba possuía em seus versos a expressão "Caveirão da injustiça", numa clara referência ao veículo blindado usado pela Polícia militar do Rio de Janeiro.
Em 2007, venceu a eliminatória de samba-enredo da Estação Primeira de Mangueira para o ano seguinte, em parceria com Lequinho, Jr. Fionda, Silvão e Aníbal. Adotou como nome artístico "Francisco do Pagode". Na final da eliminatória interna, seu samba, considerado favorito, derrotou outros três fortes concorrentes, como Gilson Bernini e a parceria de Pedrinho do Cavaco e Índio da Mangueira As críticas ao fato de um criminoso estar na parceria vencedora foram duramente rebatidas por Lequinho, que encabeçava o samba campeão. Para o compositor, que elogiou seu parceiro de samba,estas críticas seriam resultado de um comportamento preconceituoso da sociedade.
No ano seguinte, no entanto, foi novamente preso acusado de ainda manter ligações com o crime organizado. Por volta desta época, havia, juntamente com seu irmão Polegar, se envolvido em disputas com Leandro Reis Monteiro, o Pitbull, primo de ambos. Por este motivo, temia ser morto ao ser enviado para o presídio de Bangu I.
No total, passou 21 anos na prisão. Após ganhar a liberdade novamente, passou a trabalhar para a ONG Afroreggae.
Em 2 de setembro de 2014, Tuchinha foi morto a tiros na Mangueira. o coordenador-geral do Afroreggae, José Júnior, acusou o pastor Marcos Pereira da Silva e o traficante Márcio dos Santos Nepomuceno de serem os mandantes do crime.